# Peter Anton Codelli
Vitez Peter Anton I. Codelli pl. Fahnenfeld, veletrgovec, kranjski plemič in zemljiški gospod, * ca. 1660, Berbenno pri Bergamu, Italija, † 1727, Ljubljana.

## Življenje in delo
Peter Anton Codelli je bil sin Dominika Codellija iz Gorice. Študiral je montanistiko. Na Koroškem je razvil železarsko industrijo. Že zelo bogat se je naselil v Ljubljani, kjer je bil začetnik ljubljanske veje Codellijev. Bil je eden največjih veletrgovcev svojega časa na Kranjskem, trgoval je z železom in s cenedskim suknom. V njegovi trgovini je bil zaposlen tudi Michelangelo Zois, oče barona Žige Zoisa.
Leta 1701 je Peter Anton Codelli kupil gospostvo Kodeljevo (Herrschaft Thurn), skupaj z gradom Kodeljevo, ki je potem ostal celo četrtino tisočletja sedež rodbine Codelli na Kranjskem.
Med kranjske deželne stanove je bil sprejet 26. avgusta 1698,  leta 1700 pa tudi med koroške deželane.
Peter Anton Codelli je bil velikodušen mecen. Zaslužen je tudi za slovensko slovstvo, saj je denarno podprl izid četrte knjige pridig Sacrum promptuarium (sveti priročnik) Janeza Svetokriškega, ki je v Ljubljani izšla leta 1700. Avtor mu je v zahvalo posvetil to knjigo. Za dobrih 5000 goldinarjev je dal uliti 63 stotov težak zvon za novozgrajeno ljubljansko stolnico. 
Ker je bil brez otrok, je svoje velikansko premoženje zapustil nečaku Avguštinu iz Gorice.
Pokopan je pod oltarjem sv. Trojice v stolnici sv. Nikolaja v Ljubljani.